# Thesium asterias
Thesium asterias är en sandelträdsväxtart som beskrevs av A. W. Hill.. Thesium asterias ingår i släktet spindelörter, och familjen sandelträdsväxter. Inga underarter finns listade i Catalogue of Life.